# Бойково (Болгария)
Бойково (болг. Бойково) — село в Болгарии. Находится в Пловдивской области, входит в общину Родопи. Население составляет 126 человек.

## Политическая ситуация
Бойково подчиняется непосредственно общине и не имеет своего кмета.
Кмет (мэр) общины Родопи — Йордан Георгиев Шишков (Болгарская социалистическая партия (БСП)) по результатам выборов.